# Fernando Ibáñez
Fernando Ibáñez Romero (ur. 24 lipca 1988) – ekwadorski judoka.
Uczestnik mistrzostw świata w 2013. Startował w Pucharze Świata w latach 2009, 2010 i 2012-2015. Brązowy medalista mistrzostw panamerykańskich w 2014, a także igrzysk Ameryki Południowej w 2014. Triumfator igrzysk boliwaryjskich w 2013 i trzeci w 2009 roku. Zdobył cztery medale mistrzostw Ameryki Południowej.
Jest bratem Roberto Ibáñeza, judoki i olimpijczyka z Pekinu 2008.